# Russtroybank

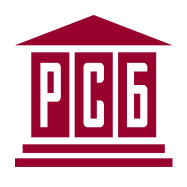
Logotipo de Russtroybank.

Russtroybank (en ruso: Русстройбанк ) — banco comercial ruso. Nombre abreviado de CJSC «RUSSTROYBANK». Sede -  Moscú. Licencia general para operaciones bancarias de Banco de Rusia Núm. de Rusia 3205 desde el 7 de septiembre de 2012. Licencia para conducir operaciones bancarias de metales preciosos Número 3205 desde el 6 de julio de 2006.

## Ratings
El Banco es rankeado entre los mejores 150 bancos en Rusia. Según Moody's  Interfax Rating Agency, basado en resultados de 2012,  resultó el número 145.º en relación con sus activos. Según la agencia de rankings "RBC", al final de 2012, el banco resultó el 120.º en términos de activos líquidos, rankeado 116.º  en su carpeta de préstamo (91.º en préstamos a entidades jurídicas), en préstamos a individuos  resultó 159.º, y 116.º era su posición en depósitos a plazo. La agencia "Expert RA"  asignó el índice de crédito del banco en nivel A: "nivel alto crediticio".